# Saguinus niger
Saguinus niger är en primat i släktet tamariner som förekommer i nordöstra Sydamerika.
Arten lever i Brasilien (delstater Maranhão och Pará) i Amazonområdet nära Atlanten. Den vistas i regnskogar och andra skogar som ofta översvämmas. Populationen räknades fram till 1988 som underart eller synonym till rödhandad tamarin (Saguinus midas).
Saguinus niger blir ungefär 23 cm lång (huvud och bål) och har en cirka 38 cm lång svans. Arten väger cirka 430 g. Jämförd med arten Saguinus midas är Saguinus niger mindre men den har i förhållande till kroppsstorleken större öron. På bakre delen av ryggen förekommer en marmorerad region med svarta och ljusbruna fläckar. Alla andra delar av pälsen och synlig hud i ansiktet är svarta.
Liksom andra tamariner äter arten frukter, blommor, nektar och naturgummi. För att tillskynda trädvätskornas flöde skrapar den med tänderna i barken. Födan kompletteras med smådjur som insekter, spindlar, snäckor, grodor och ödlor. En flock har vanligen 2 till 8 medlemmar och ibland upp till 15 medlemmar.
Individerna bildar flockar med vuxna hannar, vuxna honor och deras ungar. Gruppen markerar sitt revir med doftmärken. Det sociala bandet stärks med ömsesidig pälsvård och lek. Frukternas frön blir kvar efter ämnesomsättningen vad som är viktig för växternas spridning. Denna tamarin lever nästan hela livet i träd. Den kommer bara ner till marken när avståndet mellan två träd är för långt.
Saguinus niger hotas främst av skogsskövlingar. IUCN uppskattar att beståndet minskade med 30 procent under de gångna 18 åren (tre generationer) och listar arten som sårbar (VU).